# ちはら台西
ちはら台西（ちはらだいにし）は、千葉県市原市のちはら台地区にある町丁。千原台ニュータウンを構成する町丁の一つである。現行行政地名は、ちはら台西一丁目からちはら台西六丁目。郵便番号は290-0143。

## 概要
千原台ニュータウンの一部として開発された。全域に住居表示が施行済である。かつて市原市役所ちはら台支所が置かれる前までは市津地区の一部であった。また、事業開始されてから換地処分による地番変更及び新住居表示施行前までの地名は、大字草刈で住居表示は「千原台」であった。
京成千原線の終着駅であるちはら台駅、大型ショッピングモールのユニモちはら台のほかに、地区で最も大きな公園である多目的公園のちはら台公園があるなど、ちはら台地区の中心地域をなしている。そのため、地区内で公示地価及び土地の取引価格が最も高くなっている。なお、市原市役所ちはら台支所はちはら台南におかれている。

## 地理
北は千葉市緑区茂呂町及び同市大金沢町、東はちはら台南、南は潤井戸、南から西は草刈、西の一部で茂呂町と接する。

## 地価
2016年（平成28年）の公示地価によれば、ちはら台西2丁目10番地14で81,100（円/m2）となっている。

## 歴史

### 地名の由来
ニュータウンが千葉市と市原市の両市に跨って造成されたため、両市から一文字ずつとって「千原台」とした合成地名である。かつて施行されていた住居表示は漢字表記のまま「千原台」であったが、換地処分と同時に施行された地番変更及び町名変更で使用されたのは、ひらがな併用表記の「ちはら台」で、それぞれ「ちはら台東」「ちはら台南」「ちはら台西」の3つに分けられた。ひらがな併用表記は、千葉市原ニュータウンのもう一つのブロックである「おゆみ野」にあわせたものと思われる。なお、ニュータウンの愛称は全域で「City&Cityちはら台」である。
旧大字は「草刈」で一部「茂呂町」も含まれる。

## 世帯数と人口
2022年（令和4年）4月1日現在の世帯数と人口は以下の通りである。
| 町丁字           | 世帯数   | 総人口  | 人口    | 人口   | 人口     | 人口     | 人口  | 人口   | 世帯人員 | 面積    |
| 町丁字           | 世帯数   | 総人口  | 若年    | 若年   | 生産年齢 | 生産年齢 | 老年  | 老年   | 世帯人員 | 面積    |
| ---------------- | -------- | ------- | ------- | ------ | -------- | -------- | ----- | ------ | -------- | ------- |
| ちはら台西一丁目 | 731世帯  | 1,947人 | 488人   | 25.06% | 1,309人  | 67.23%   | 150人 | 7.71%  | 2.66人   | 115.4ha |
| ちはら台西二丁目 | 413世帯  | 973人   | 283人   | 29.09% | 461人    | 47.37%   | 229人 | 23.54% | 2.356人  | 115.4ha |
| ちはら台西三丁目 | 156世帯  | 426人   | 115人   | 27.00% | 284人    | 66.66%   | 27人  | 6.34%  | 2.73人   | 115.4ha |
| ちはら台西四丁目 | 414世帯  | 1,054人 | 103人   | 9.77%  | 780人    | 74.00%   | 171人 | 16.23% | 2.55人   | 115.4ha |
| ちはら台西五丁目 | 289世帯  | 682人   | 82人    | 12.02% | 458人    | 67.16%   | 142人 | 20.82% | 2.360人  | 115.4ha |
| ちはら台西六丁目 | 745世帯  | 2,454人 | 644人   | 26.24% | 1,632人  | 66.51%   | 178人 | 7.25%  | 3.29人   | 115.4ha |
| 計               | 2748世帯 | 7,536人 | 1,715人 | 22.76% | 4,924人  | 65.34%   | 897人 | 11.90% | 2.74人   | 115.4ha |

## 通学区域
市立小学校・市立中学校及び県立高等学校に通う場合、学区は以下の通りとなる。
| 町丁字           | 番地 | 小学校               | 中学校                   | 高等学校 |
| ---------------- | ---- | -------------------- | ------------------------ | -------- |
| ちはら台西一丁目 | 全域 | 市原市立牧園小学校   | 市原市立ちはら台西中学校 | 第9学区  |
| ちはら台西二丁目 | 全域 | 市原市立牧園小学校   | 市原市立ちはら台西中学校 | 第9学区  |
| ちはら台西三丁目 | 全域 | 市原市立牧園小学校   | 市原市立ちはら台西中学校 | 第9学区  |
| ちはら台西四丁目 | 全域 | 市原市立牧園小学校   | 市原市立ちはら台西中学校 | 第9学区  |
| ちはら台西五丁目 | 全域 | 市原市立牧園小学校   | 市原市立ちはら台西中学校 | 第9学区  |
| ちはら台西六丁目 | 一部 | 市原市立牧園小学校   | 市原市立ちはら台西中学校 | 第9学区  |
| ちはら台西六丁目 | 一部 | 市原市立清水谷小学校 | 市原市立ちはら台西中学校 | 第9学区  |

## 施設
- 帝京平成看護短期大学
- 市原市立ちはら台西中学校
- ユニモちはら台
- ちはら台公園

## 交通

### 鉄道
最寄駅は以下の通りである。
1. 京成電鉄千原線
  - ちはら台駅
2. JR東日本
  - 外房線
    - 鎌取駅

  - 内房線
    - 八幡宿駅
    - 浜野駅

### バス
ちはら台駅またはちはら台駅入口から、小湊鉄道バス塩田営業所や千葉中央バス千葉営業所のそれぞれのバスが通っている。
1. 小湊鉄道バス
  - 五31（五井駅発着路線）
  - 五33（ちはら台駅発着路線）
  - 鎌01（鎌取駅発着路線）
  - 塩01・塩03・浜01・浜03（塩田営業所・浜野・浜野駅発着路線）
  - 千25・千27（千葉駅発着路線）
  - 蘇07・蘇08・千32（急行バス）
2. 千葉中央バス
  - ちはら台線
  - ちはら台東線
  - ちはら台南北線

### 道路
1. 国道及び県道
  - なし
2. 主な市道
  - 瓦窯通り
  - 公園通り
  - ちはら台北通り
3. 歩行者専用道
  - かずさの道